# Fiume Morto
Fiume Morto è un canale che sfocia in mare 5 km a Sud della foce del Serchio sul limite della pineta di San Rossore.

## Geografia
Il Fiume Morto attualmente delimita i comuni di San Giuliano Terme e Pisa nella Tenuta di San Rossore. Secondo una fonte il corso del fiume assume nomi diversi in base alla posizione: dalla sua origine fino all'intersezione con il Fosso di Ripafratta si chiama Fossa Vicinaia; da lì fino a Madonna dell'Acqua Fossa di Maltraverso; da Madonna dell'Acqua al ponte della Sterpaia Fossa di Scorno; da lì fino al mare Fiume Morto.

## Corso del fiume
A partire da Caprona, il fiume attraversa la pianura pisana compresa tra il Serchio e l'Arno. In passato inoltre confluiva nel Serchio.
Quando il fiume si chiama Fossa Vicinaia e di Maltraverso, il fiume assume il carattere di un piccolo fosso, poi, avviandosi verso la foce, diventa un canale e poi un fiume. In prossimità della località Figuretta, sulla SS 12 dell'Abetone e del Brennero, il fiume Morto passa sotto il Canale Macinante.
Uno dei più antichi fossi di scolo di questo fiume si chiama Fossa Cuccia (Fossa di Cuccio), noto già nel Medioevo.
Nel 1864, non essendo il fiume Morto in grado di raccogliere le acque di scarico dalla pianura, si decise di aprire nuova foce per il fiume Morto con un tratto parallelo al viale del Gombo: nacque così la distinzione tra fiume Morto Vecchio e fiume Morto Nuovo.